# ドイツ飛行船運輸
ドイツ飛行船運輸株式会社（ドイツひこうせんうんゆ、独:Deutsche Luftschiffahrts-Aktiengesellschaft, DELAG）は飛行船を使用した世界初のエアラインである。1909年11月16日、政府の支援とツェッペリン社による飛行船製造、運用を目的として設立された。フランクフルトに本社を置いた。

## 始まり
Alfred Colsmanが最初の総監督に就任した。フーゴー・エッケナー博士とフランクフルト市長のDr. Franz Adickesが設立に参加した。フランクフルト市とデュッセルドルフ市が資本金300万マルクの内260万マルク出資した。40万マルクは飛行船の製造工場があるフリードリヒスハーフェンが出資した。
旅客輸送は1910年フランクフルト～バーデン＝バーデン間でLZ 7飛行船で運行開始した。機体ドイッチュラント（Deutschland）は就航して9日後の1910年6月28日、森林に墜落して破壊された。1年後LZ 10 シュヴァーベン（Schwaben）が就航し、順調に運行した。
1913年、DELAGはフランクフルト、デュッセルドルフ、バーデンオース、ヨハニストハル飛行場、ゴーサ、ハンブルク、ドレスデン、ライプツィヒ間に空路を新設した。ヨーロッパの他の都市に空路を拡張する計画は第一次世界大戦により中止された。
第一次世界大戦開始の1ヶ月前、1914年7月までに、DELAG社のツェッペリンは34,028人を1,588回の商業飛行で輸送した。飛行距離は172,535 km、時間は 3,176時間だった。（出典: Zeppelin-Wegbereiter des Weltluftverkehrs, 1966）

## 第一次世界大戦の影響
飛行船LZ 11, LZ 13,と LZ 17がドイツ陸軍に徴用された。戦後、DELAG社の LZ 120 ボーデンゼー（Bodensee）と LZ 121 ノルトシュテルン（Nordstern）は再び欧州に就航した。LZ 120 はフリードリヒスハーフェン～ベルリン間に就航した。しかし、両船とも戦後の賠償として1921年、LZ 120はイタリアへ送られ「エスペリア（Esperia）」となり、LZ 121はフランスへ送られ「メディテラネー（Méditerranée）」となった。

## 大西洋横断路線
1928年、9月 DELAGは後継の硬式飛行船LZ 127 グラーフ・ツェッペリンを就航させた。この機体は飛行機よりも以前に無着陸で大西洋を定期的に横断した。

## 変遷
グラーフ・ツェッペリンはDELAG社最後の飛行船だった。1935年、国立ドイツ・ツェッペリン・レーデライ（DZR）が設立された。最初の運行機材は LZ 127 グラーフ・ツェッペリン、LZ 129 ヒンデンブルク とLZ 130 グラーフ・ツェッペリンだった。
2001年、近代的なドイツ・ツェッペリン・レーデライがZeppelin Luftschifftechnik GmbH (ZLT)の子会社として設立され、飛行船ツェッペリンNTがドイツ周辺で観光飛行に運行されている。

## DELAG社の飛行船
第一次世界大戦以前:
- LZ 6
- LZ 7 ドイッチュラント
- LZ 8 ドイッチュラント（LZ 7の後継）
- LZ 10 シュヴァーベン
- LZ 11 ヴィクトリア・ルイゼ
- LZ 13 ハンザ
- LZ 17 ザクセン

第一次世界大戦以後:
- LZ 120 ボーデンゼー
- LZ 121 ノルトシュテルン （北極星）
- LZ 127 グラーフ・ツェッペリン
- LZ 129 ヒンデンブルク